# Nieuw-Buinen
Nieuw-Buinen – miasto w Holandii, w prowincji Drenthe, w gminie Borger-Odoorn.